# Severn (fiume Canada)
Il Severn è un fiume che scorre nella parte settentrionale della provincia canadese dell'Ontario. Nasce vicino al confine con la provincia del Manitoba nella quale sconfina per un breve ed iniziale tratto. Dopo un lungo percorso si getta nella Baia di Hudson.
Ha una lunghezza di 982 km e un bacino idrografico di 102.800 km². Lungo il suo corso si trovano le comunità e i paesi di Sandy Lake, Bearskin Lake, and Fort Severn. Fort Severn, alla foce del fiume fu fondata nel 1689 come stazione di posta dalla Compagnia della Baia di Hudson.

## Affluenti
Principali affluenti sono:
- il fiume McInness
- il fiume Cobham
- il fiume Windigo
- il fiume Makoop
- il fiume Blackbear
- il fiume Sachigo
- il fiume Wapaseese
- il fiume Beaver Stone
- il  fiume Fawn
- il fiume Beaver